# Tachychlora uricha
Tachychlora uricha är en fjärilsart som beskrevs av William James Kaye 1901. Tachychlora uricha ingår i släktet Tachychlora och familjen mätare. Inga underarter finns listade i Catalogue of Life.